# 懷特維爾鎮區 (阿肯色州克里夫蘭縣)
懷特維爾鎮區（英語：Whiteville Township）是位於美國阿肯色州克里夫蘭縣的一個行政鎮區。

## 地方資料
懷特維爾鎮區的面積為55.80平方千米，當中陸地面積為55.72平方千米，而水域面積為0.08平方千米。根據2010年美國人口普查的數據，當地共有人口957人，而人口密度為每平方千米17.15人。